# Raul Joviano do Amaral
Raul Joviano do Amaral (Campinas, 1914 — 1988) foi um advogado, sociólogo, historiador, jornalista, ensaísta, poeta, estatístico e economista brasileiro. Afrodescendente, foi uma figura destacada do movimento negro do Brasil.
Iniciou sua carreira de ativista ainda jovem. Participou das atividades do Centro Cívico Palmares, foi um dos fundadores da Frente Negra Brasileira, e em 1931 estava entre os fundadores e foi diretor do jornal afro-brasileiro A Voz da Raça, vinculado à Frente. Fechada em 1937 pelo governo Vargas, a Frente foi sucedida pela União Negra Brasileira, sendo seu primeiro presidente. Foi um dos fundadores do Clube Negro de Cultura Social em 1932, da Associação dos Negros Brasileiros em 1943, e da Associação Cultural do Negro em 1954.
Foi redator do São Paulo Jornal e do jornal Alvorada e colaborou com os jornais Novo Horizonte e Senzala. Além de ser um ativo jornalista, construiu uma sólida carreira acadêmica, formando-se em Direito, Sociologia, Economia e Estatística e deixando obra volumosa como ensaísta e pesquisador. Realizou muitas conferências em entidades, associações, centros acadêmicos e culturais. Presidiu o conselho da União dos Servidores Públicos, foi consultor jurídico da Associação José do Patrocínio, membro da Liga Eleitoral dos Servidores Públicos, da União Brasileira de Escritores, do Centro Cultural Luiz Gama e da Irmandade de Nossa Senhora dos Homens Pretos de São Paulo. Segundo Gilmar de Carvalho, Amaral foi "uma das mais conhecidas lideranças da imprensa negra paulista nos anos de 1920 e 1930" e "uma das mais importantes personalidades do meio negro".